# Glenea nicobarica
Glenea nicobarica là một loài bọ cánh cứng trong họ Cerambycidae.